# Jørgen Elers
Jørgen Elers (født 16. august 1647, død 18. februar 1692) var en dansk embedsmand. Han grundlagde Elers' Kollegium den  29. november 1691.
Elers var søn af borgmesteren af Helsingborg, Eggert E. Han studerede på Københavns Universitet, og rejste derefter til udlandet, hvor han boede i flere år. I 1672 blev han ansat som sekretær i Danske Kancelli. Han mistede derved en betydelig del af arven fra sin far, der var delvist anbragt i Skåne. I 1679 blev han assessor i Kammerkollegiet og 1682 tillige i Højesteret. I 1685 blev han desuden deputeret i Land- og Søetatens Kommissariat, der fra 1690 begrænsede sig til Søetatens. I 1688 han udnævnt han til etatsråd. 
Ved en brand i operahuset den 19. april 1689 mistede han begge sin børn, og han besluttede herefter at størstedelen af hans formue skulle gå til en Stiftelse for fattige Studerende, hvilket ved han og konens død blev til Elers' Kollegium i 1700.